# Serica becvari
Serica becvari är en skalbaggsart som beskrevs av Ahrens 2005. Serica becvari ingår i släktet Serica och familjen Melolonthidae. Inga underarter finns listade i Catalogue of Life.